# Jean-Philippe Labadie
Pour les articles homonymes, voir Labadie.
 (juin 2017).
Si vous disposez d'ouvrages ou d'articles de référence ou si vous connaissez des sites web de qualité traitant du thème abordé ici, merci de compléter l'article en donnant les références utiles à sa vérifiabilité et en les liant à la section « Notes et références ».
Jean-Philippe Labadie est un acteur réalisateur et producteur français

## Biographie
Il a produit avec Nathalie Eybrard au sein de  Paulo Films, puis au sein d'Acis Productions avec Vanessa Ramonbordes, Pas de repos pour les braves et Ce vieux rêve qui bouge  d'Alain Guiraudie, Alice de Sylvie Ballyot, Cow boy forever de Jean-Baptiste Erreca, Le cafard de Cyrille Doukhan.
Il est également intervenant cinéma auprès du GREC (Groupe de recherches et d'essais cinématographiques) est aussi intervenu au CEFPF (Centre européen de formation à la production de films). Il intervient au DU de cinéma à l'IUT de Corté depuis 2012.
Il est directeur de production et producteur délégué au sein d'Acis productions, basée à Nice.
En acteur, il a notamment joué dans Stuttur Frakki (Petit Français), un film islandais pour lequel il a été nommé meilleur acteur aux Scandinavian Awards. Il a joué dans Les Passagers de Jean-Claude Guiguet sélectionné à Cannes, dans plusieurs courts métrages de François Ozon, Cyrille Doukhan, des téléfilms (La Cage d'escalier, George Sand) et dans La Cité des enfants perdus en 1995. Il joue régulièrement au théâtre, notamment avec Emmanuelle Laborit dans "Pour un oui ou pour un non", puis  "Une sacrée boucherie" de Pierre-Yves Chapalain, toujours avec Emmanuelle Laborit, "Les contes du monde" en 2017 mise en scène par Emmanuelle Laborit.
Il a réalisé plusieurs fictions, dont Paulo et son frère en 1996 qui a obtenu le grand prix du festival de Chicago (diffusé sur Canal+ et Arte). Il prépare un long métrage intitulé  : Fanfare et jambes hautes, qui est une comédie musicale. Il est aussi producteur.

## Théâtre
- 2006 : Comédies Françaises de Feydeau et Labiche - Festival d'Avignon - mise en scène Pierre Diependale
- 2007-2008 : Pour un oui ou pour un non de Nathalie Sarraute - International Visual Theatre - Emmanuelle Laborit
- 2008 : Mon amour d'Emmanuel Adely - Cie du Talon rouge - Festival d'Avignon - Strasbourg
- 2009 : Petite Pause Poétique de Sylvain Levey - Cie du Talon rouge - Strasbourg
- 2010-2012 : Les Contes du monde avec L'International Visual Theatre - Emmanuelle Laborit
- 2012-2013 : Grammaire des mammifères de William Pellier, avec la compagnie du Talon rouge - TAPS de Strasbourg
- 2013-2014 : Une sacrée boucherie de Pierre-Yves Chapalain avec l'International Visual Theatre  Emmanuelle Laborit - Mise en scène Philippe Carbonneau
- 2015 : Les pieds dans le plat - Cie du Talon rouge - Strasbourg - Mise en scène Catherine Javaloyès
- 2015-2016 : Les contes du monde Mise en scène Emmanuelle Laborit, International Visuel Théâtre

## Filmographie

### Cinéma (réalisation)
(juin=2015).
- 1995 : Paulo et son frère avec Jean-Philippe Labadie, Marion Labadie, Bachir Saïfi, Coline Truche (Durée : 4 min) Diffusion ARTE, Canal Plus
- 1996 : L'Harmonie municipale avec Nathalie Eybrard, Élise Dubroca, Patrice Verdeil, Rémi Labarthe, Françoise Dauga, (durée : 15 min), Prix qualité du CNC
- 1998 : El Paolito avec Nathalie Eybrard, Margaux Labadie, Françoise Dauga, Bénédicte Simon, Élise Dubroca (durée : 15 min) Prix qualité du CNC
- 2009 : Le Roi Jean, avec Nathalie Eybrard, Jason Travers, Prix qualité du CNC (durée : 19 min)
- 2010 : Écarlate, avec Nathalie Eybrard, Soren Mayan (durée : 15 min)
- 2011 : Oui mon amour, avec Nathalie Eybrard, Catherine Javaloyès, Patrice Verdeil, Antoine Nembrini (durée : 14 min)
- 2013 : Paco de la lune, avec Nathalie Eybrard, Soren Mayan (durée : 14 min)
- en préparation : Mains Hautes et jambes longues - long métrage

### Cinéma (productions)
- 2017 : Le Mafatais d'Olivier Carrette
- 2017 : Dernières nouvelles du monde de François Prodromidès - Diffusion France 2
- 2016 : Amor y metamorphosis de Yanira Yativ- Diffusion France 2
- Soup à Pyé de Karine Gama - Diffusion France 3
- Pas de repos pour les braves d'Alain Guiraudie, produit avec Nathalie Eybrard  - Sélection Cannes - Quinzaine des réalisateurs
- Ce vieux rêve qui bouge d'Alain Guiraudie, produit avec Nathalie Eybrard - Prix Jean-Vigo - Nomination Césars - Sélection Cannes, Grand Prix, Prix du Public, Prix d’interprétation du Festival de Pantin, Prix d’interprétation du festival d’Albi, Prix Gérard Frot-Coutaz à Belfort, Lutin du meilleur film, meilleur scénario, meilleure photo, meilleure production, Lutin de la presse Prix UIP Vila do Conde
- Les jours où je n'existe pas de Jean-Charles Fitoussi, coproduit avec Nathalie Eybrard - Grand prix Belfort, Primé à Turin
- Les filles de mon pays d'Yves Caumon - Prix Jean Vigo
- Alice de Sylvie Ballyot, coproduit avec Nathalie Eybrard - Primé à Créteil, Brest
- Asyla de Béatrice Kordon
- Le Saint d'Elfe Uluç - Diffusion Canal Plus
- Cow Boy forever de Jean-Baptiste Erreca, coproduit avec Nathalie Eybrard - Diffusion Canal Plus
- Le Cafard de Cyrille Doukhan, coproduit avec Nathalie Eybrard